# パラレル (競技)
パラレル（英: parallel）とは、競技形式の一つ。
アルペンスキーやスノーボードの回転（SL：スラローム）・大回転（GS：ジャイアント・スラローム）において一対一の対戦形式で行われる。
並列して作られた同じ旗門設定のコースを2名の選手が同時にスタートして滑走を行い、競技タイム及び先着を競う。2つの並列コースは旗門の色（赤色、青色）で色分けされる。競技によっては一度目の滑走後に赤・青のコースを入れ替えて二度目の滑走を行い合計タイムで競う場合もある。

## 概要
パラレル形式での競技が行われるようになったのは、冬季オリンピックではスノーボードが2002年ソルトレークシティ大会（男子パラレル大回転、女子パラレル大回転）、アルペンスキーが2018年平昌大会（混合団体パラレル）である。
アルペンスキーのワールドカップでのパラレル競技は2015年12月に男子パラレル大回転、世界選手権では2013年2月に混合団体パラレルが、それぞれ初めて実施された。
スノーボードの世界選手権でのパラレル競技は1997年1月に男子パラレル回転と女子パラレル回転、ワールドカップでは1994年11月に男子パラレル回転と女子パラレル回転が、それぞれ初めて実施された。